# سد أوتاني
سد أوتاني هو سد جاذبية يقع في محافظة شيمانه باليابان. يُستخدم لتوفير المياه. تبلغ مساحة مستجمعات المياه 3.9 كيلومتر مربع. يحجز السد عند امتلائه حوالي 14 هكتارًا من الأرض، ويمكنه تخزين 1422 ألف متر مكعب من المياه. بدأ بناء السد عام 1954 واكتمل عام 1957. 